# Тадеуш Романович
Таде́уш Романо́вич (пол. Tadeusz Romanowicz; 25 жовтня 1843, Львів — 29 травня 1904, там само) — визначний польський публіцист, економіст, член національної організації в Галичині, один з керівників Січневого повстання 1863 року, в'язень Оломоуца.

## Біографія
1861 року розпочав конспіративну діяльність. Брав участь у патріотичних маніфестаціях. Організував розгалужену конспіративну мережу у Галіції. У квітні 1863 року приєднався до повстання. Був у відділі Леона Чаховського та Яна Жалплахти. 19 травня 1863 року брав участь в битві під Тучапами. За свою відвагу отримав офіцерський чин. Після поразки повстання був заарештований та вивезений до в'язниці у місті Оломуньєц.
Керував роботою львівського міського статистичного бюро та з 1874 року видавав щорічник «Статистичні відомості про місто Львів» (пол. Wiadomości statystyczne о mieście Lwowie). Був співзасновником журналу «Нові реформи» (пол. Nowe reformy) та газети «Слово Польське» (пол. Słowo Polskie) в Кракові, а протягом 1895 — 1902 років — редактором цих видань. Був послом у Галицькому крайовому сеймі, а також членом Ліги Польської.
Від 1889 року працював у Крайовому відділі, а 1901 року став членом Державної ради у Відні.
Помер 29 травня 1904 року. Похований на 59 полі Личаківського цвинтаря у Львові.Могила не збереглась.

## Опубліковані праці
- O stowarzyszeniach (1867)
- Banki rolnicze powiatowe (1869)
- Środki podniesienia przemysłu w naszym kraju (1873)
- Wiadomości statystyczne o mieście Lwowie (1874)
- Sprawa polska i sprawa wschodnia (1876)
- Polityka stańczyków (1882)
- Dwie opinie (1891)
- Stronnictwo krakowskie o styczniowym powstaniu (1891)

2007 року видавництво «Ośrodek Myśli Politycznej» у Кракові випустило друком збірку його творів «Дві думки» (пол. Dwie opinie).

## Пам'ять
1905 року вулиця Стежкова (пол. Sciezkowa), яка знаходилася між вулицями Зиблікєвіча та Академічною, у центрі Львова була названа на честь Тадеуша Романовича, але у результаті подальших перейменувань, отримала свою сучасну назву — вулиця Саксаганського.
Також на його честь була названа одна з центральних вулиць у Кракові та одна з головних вулиць в Тарнові і Бєльско-Бялей.